# Pleszka (zwyczajna)
Pleszka (zwyczajna) (Phoenicurus phoenicurus) – gatunek małego ptaka wędrownego z rodziny muchołówkowatych (Muscicapidae).

## Systematyka
Odnotowano hybrydyzację pleszki z kopciuszkiem (P. ochruros). Wyróżnia się dwa podgatunki.
- pleszka (zwyczajna) (Phoenicurus phoenicurus phoenicurus) – Europa i północna Afryka do centralnej Azji.
- pleszka białoskrzydła (Phoenicurus phoenicurus samamisicus) – Bałkany i Grecja do Uzbekistanu, Turkmenistanu i Iranu.

## Występowanie
Zamieszkuje niemal całą Europę, tereny dalej na wschód po środkową Azję, oraz Bliski Wschód. Migruje na duże odległości. Zimuje w Afryce Subsaharyjskiej na północ od równika, w Afryce północno-zachodniej oraz w południowo-zachodniej części Półwyspu Arabskiego (przeloty od kwietnia do maja i od września do października).
W Polsce szeroko rozpowszechniony, średnio liczny ptak lęgowy. Liczniej występuje na zachodzie kraju. Według szacunków Monitoringu Pospolitych Ptaków Lęgowych, w latach 2013–2018 populacja pleszki w Polsce liczyła 438–547 tysięcy par lęgowych. W latach 2000–2016 odnotowano duży, ponad dwukrotny wzrost liczebności tego ptaka (średnio 7% rocznie), a tym samym jest to jeden z najsilniej przyrastających liczebnie gatunków ptaków krajowych.

## Charakterystyka

### Wygląd zewnętrzny
Ptak o smukłej sylwetce i długich nogach. U samców część twarzowa głowy i gardło są czarne, czoło i brwi białe (białe plamy). Wierzch głowy i grzbiet niebieskoszare. Skrzydła brązowe z beżowymi brzegami piór. Pierś i boki rude, brzuch biały, pokrywy podogonowe pomarańczowe. Kuper, pokrywy nadogonowe i ogon jaskrawe rdzawoczerwone, z tym że wewnętrzne sterówki są ciemnobrązowe. Mają bardziej charakterystyczny wygląd od spokrewnionych z nimi szaroczarnych kopciuszków o rdzawym ogonie.
Samice są podobne do samic kopciuszka, różnią się przede wszystkim rudawym lub płowopomarańczowym spodem ciała. Z wierzchu są jednolicie brązowoszare, od spodu bladorude. Ogon taki sam jak u samców. Gardło i obrączka oczna białe. Młode mają ogon ubarwiony jak u dorosłych, ale są rdzawo-brązowo i beżowo nakrapiane z wierzchu i prążkowane od spodu, podczas gdy młode kopciuszki są podobne do samicy swojego gatunku. Różnice pomiędzy tymi dwoma gatunkami wynikają też z innych wymagań środowiskowych – pleszki niechętnie opuszczają tereny zadrzewione, a kopciuszki zasiedlają budynki, na których nierzadko zakładają gniazda (stąd to one są bardziej znane wśród ludzi niż pleszki, choć niegdyś gnieździły się tylko w niedostępnych półkach skalnych i w wysokich górach). Osobniki z podgatunku P. phoenicurus samamisicus są ciemniejsze z wierzchu, mają białą wstawkę na lotkach 2. rzędu u obu płci i mniej bieli na czole u samca. Pomimo barwnego upierzenia w terenie nie rzuca się w oczy. Jest nieco mniejsza od wróbla.

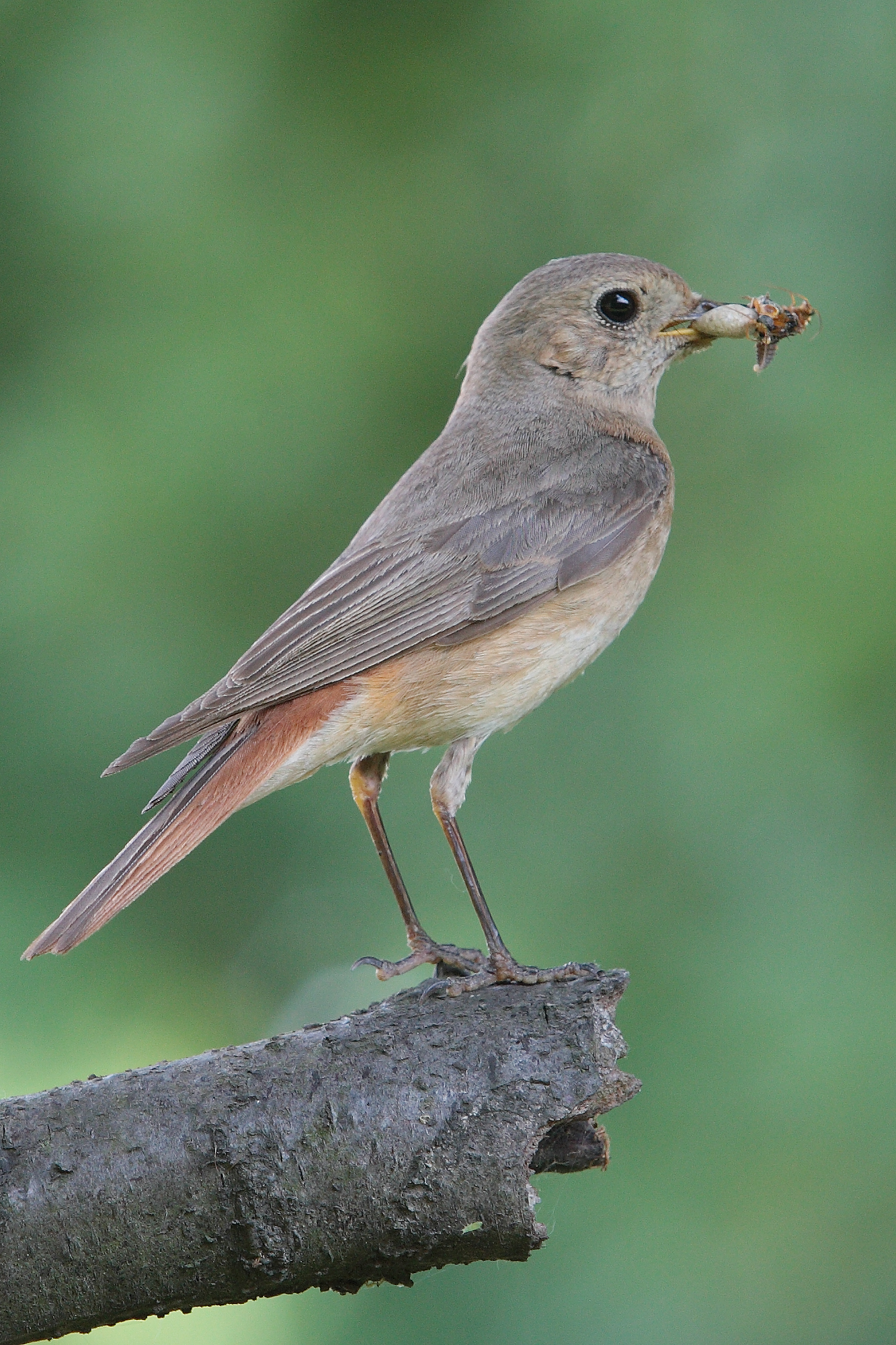
Samica pleszki

### Rozmiary
długość ciałaok. 14–15 cm
rozpiętość skrzydełok. 20–24 cm

### Masa ciała
11–23 g

### Głos
Wabi miękkim, wysokim „fuit”, od którego zaczyna się pieśń, po nim następuje głębokie staccato, a koniec stanowią różne elementy trelu. Często melodia połączona jest z głosem alarmowym w „fuit tik tik”. Śpiew melancholijny, szybki, często z wplecionymi naśladownictwami śpiewu innych ptaków. Każda zwrotka zaczyna się tym samym wysokim, ostrym gwizdem „fuit”, potem następują 2–3 niższe, zmienne trelowe motywy, a kończy się często metalicznym, zgrzytliwym trelem. Śpiewa często ze szczytu drzewa, najintensywniej o świcie. Melodia pleszki jest bardziej złożona i rozbudowana niż w wykonaniu kopciuszka. Podgatunek P. phoenicurus samamisicus śpiewa wolniej i bardziej zgrzytliwie.

### Zachowanie
Ma postawę wyprostowaną, często regularnie kiwa ogonem i przykuca. Gdy przysiada, zawsze energicznie potrząsa rdzawymi sterówkami. To zachowanie obserwuje się również u kopciuszka i wynika ono z głęboko wrodzonego instynktu. Już młode osobniki bowiem wykazują ten odruch, choć dopiero zaczyna wyrastać im ogonek. Dają w ten sposób sygnał o przynależności do określonego gatunku. Wędruje przeważnie nocą.

## Środowisko
Pierwotnie pleszki zamieszkiwały przerzedzone fragmenty różnorodnych lasów iglastych, mieszanych i liściastych, prześwietlone sośniny, a zwłaszcza wiatrołomy, poręby, miejsca popożarowe, skraje lasu. Szczególnie przydatne do zakładania gniazd były stare drzewa. Obecnie występuje najliczniej w parkach, ogrodach, sadach i innej zieleni urządzonej miejskiej i wiejskiej blisko człowieka (ale unikają budynków), a także w widnych lasach liściastych i borach iglastych, a na północy w tajdze. W żadnym biotopie nie występuje licznie.

## Pożywienie
Pleszki żywią się głównie owadami, które chwytają w locie ze stałego stanowiska lub zbierają z liści i ziemi. Ponadto jesienią zjadają też jagody i inne owoce.
Owady zbiera z pni, gałęzi i liści. Może zawisać przy nich w powietrzu lub wypatrywać swojej ofiary z odpowiedniego miejsca. Po jej schwytaniu wraca z powrotem na swoje miejsce, gdzie ją zjada.
Przeprowadzone badania wykazały, że ten 15-gramowy ptak w ciągu 8 godzin potrafi zjeść 24 g owadów przy temperaturze 7 stopni Celsjusza. Gdy było o 5 stopni cieplej, pleszka zjadała 16 g owadów dziennie, ale gdy eksperymentatorzy obniżyli racje żywieniowe do 10 g, ptaki ginęły z głodu. Dla wykarmienia swych piskląt pleszki przylatują ze złapaną zdobyczą do gniazda aż 400 razy dziennie, zabierając ze sobą po kilka owadów.

## Lęgi

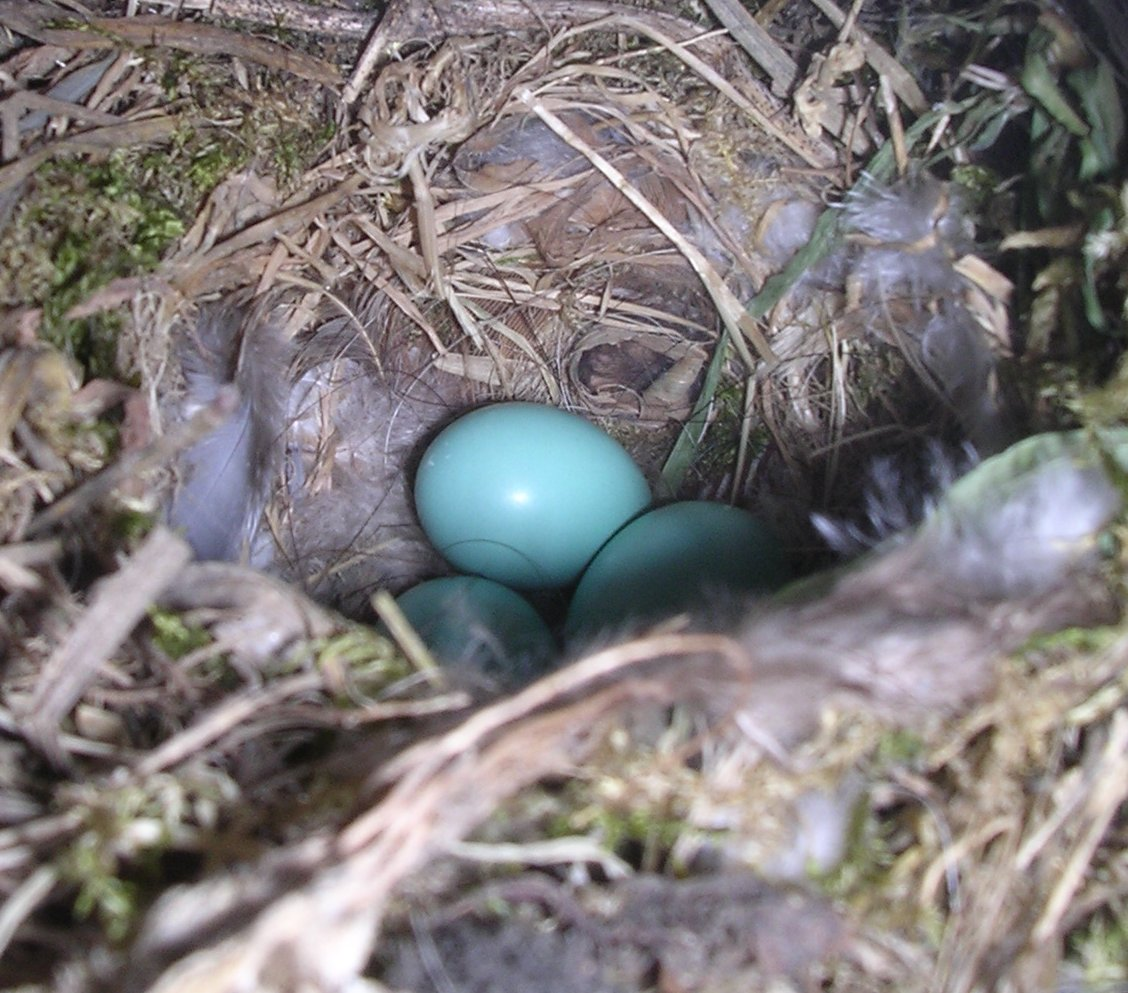
Jaja pleszki

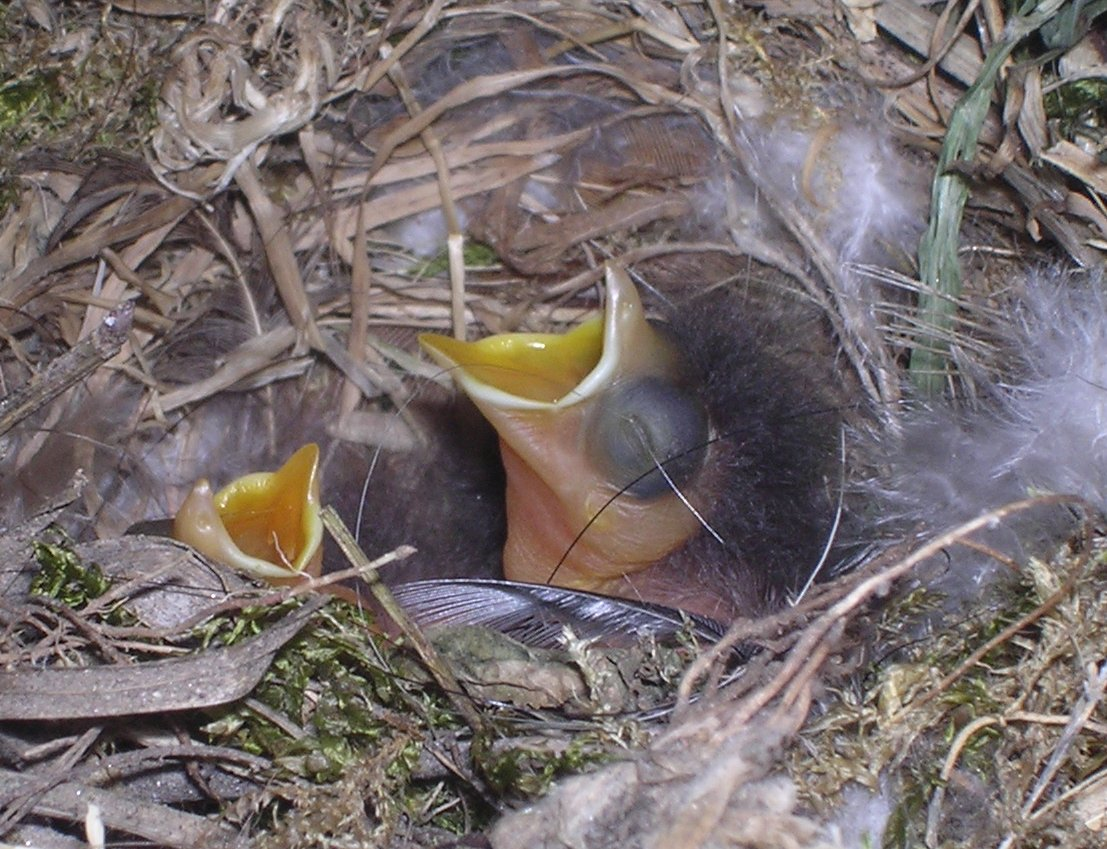
Dwudniowe pisklęta

W ciągu roku wyprowadza jeden–dwa lęgi: pierwszy w maju, a ewentualny drugi w czerwcu.

### Toki
W okresie godowym pleszka wykazuje charakterystyczne zachowania, po których łatwo ją zauważyć. Samiec ma bardzo wytworne, czarno-biało-rdzawe upierzenie godowe, które w czasie zalotów eksponuje, wabiąc samicę do odpowiedniej dziupli. Swą obecność w danej dziupli sygnalizuje wystawieniem przez otwór wlotowy raz wyrazistego rdzawego ogona, a raz białego czoła, błyszczącego na czarnej głowie.

### Gniazdo
Budują gniazda w obszernych dziuplach o szerokim wejściu, skrzynkach lęgowych z dość dużym otworem wlotowym (np. rozkutym przez dzięcioły), ewentualnie w niszach budynków stojących w lesie lub parku. Czasem gnieżdżą się w połamanych gałęziach. Gniazdo w warstwie zewnętrznej ma liście, mech i inny materiał roślinny, a wyściełane jest piórami i włosiem.
W bardziej zantropomorfizowanych okolicach zmieniają swe zwyczaje lęgowe i zamieszkują budki lęgowe lub wyjątkowo szczeliny w murach budynków. Zdarzało się nawet wyprowadzać im lęgi w skrzynkach pocztowych, które nie były zbyt często używane.

### Jaja
Samica składa 6–7 turkusowych jaj, które następnie wysiaduje przez 12–14 dni. W powtarzanych lęgach jest już tylko 4–5 jaj. Część pleszek wysiaduje podrzucone jajo kukułki. Musi to być jednak jajo złożone przez samicę kukułki wychowaną w gnieździe pleszki, gdyż tylko wtedy jest ono jednolicie niebieskie – podobne do jaj gospodarza.

### Pisklęta
Po wykluciu oboje rodzice od rana do wieczora prześcigają się w dostarczaniu owadów potomstwu. Młode, gniazdowniki, opuszczają gniazdo po około 15 dniach, a po kolejnych dwóch tygodniach usamodzielniają się i opuszczają terytorium rodziców.

## Status i ochrona
IUCN uznaje pleszkę za gatunek najmniejszej troski (LC, Least Concern) nieprzerwanie od 1988 roku. Liczebność światowej populacji, obliczona w oparciu o szacunki organizacji BirdLife International dla Europy z 2015 roku, mieści się w przedziale 32–50 milionów dorosłych osobników. Globalny trend liczebności populacji uznawany jest za wzrostowy.
W Polsce jest objęty ścisłą ochroną gatunkową. Na Czerwonej liście ptaków Polski pleszka została sklasyfikowana jako gatunek najmniejszej troski (LC).
Istnieje wiele starych, ludowych nazw dla tego gatunku: słowik murowy, pokrzewka czarnousta, piegża czarnoszyja, owadożer czarnogardły, ludarka rudochwost.